# Szongcen Gampo

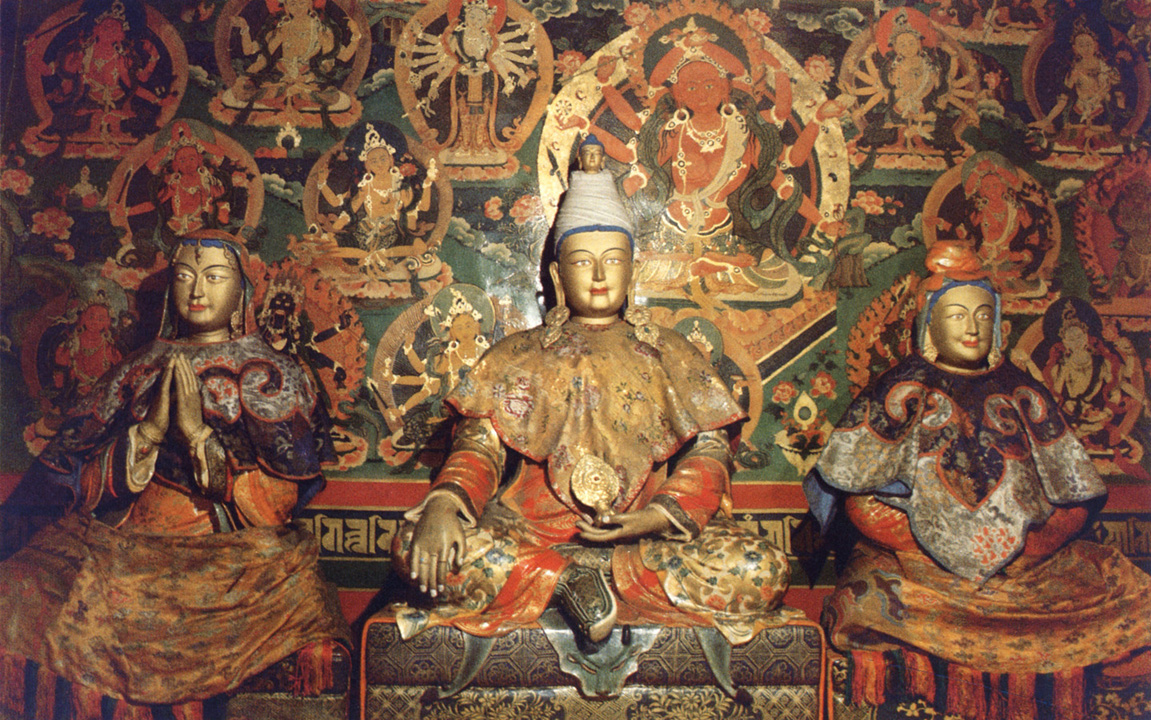
Szongcen Gampo (középen), Vencseng hercegnő (jobbra) és a nepáli Bhrikuti Dévi (balra)

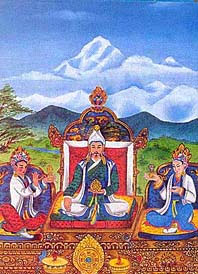
Szongcen Gampo feleségeivel, Vencseng hercegnővel és Bhrikutival

Szongcen Gampo (tibeti: སྲོང་བཙན་སྒམ་པོ, wylie: szrong bcan szgam po, 569–649?/605–649?) a Tibeti Birodalom alapítója, a korábbi tibeti királyságok egyesítője akit a buddhizmus alapítójának tartanak Tibetben, és akire nagy hatással volt kínai és nepáli felesége. Neki tulajdonítják a tibeti írás rendszerbe foglalását és a klasszikus tibeti nyelv egységesítését, amely azután Tibet irodalmi nyelvévé vált.
Anyja Driza Tökarma (wylie: bri bza thod dkar ma) királynő volt. A születésének és trónra lépésének dátumát nem lehet biztosan tudni. A tibeti hagyományok alapján általánosan elfogadják, hogy a tibeti naptár tehén évében született, azaz a következő évek valamelyikében: 557, 569, 581, 583, 605 vagy 617. Úgy tartják, hogy 13 évesen került trónra (nyugati becslések szerint 12), 629 környékén.

## Kezdeti évek és kulturális háttér
Úgy tartják, hogy Szongcen Gampo a Gyama palotában született Meldro területén (a mai Lhásza városától északkeletre eső terület), a Jarlung király, Namri Szongcen sarjaként. A Fehér lótusz tartója című könyv Szongcen Gampót Avalókitésvara bódhiszattva manifesztációjának tekinti, a dalai lámákhoz hasonlóan. Ezen túlmenően, a 11. századi helyi buddhista irodalmi történetekben a személyét már csakravartinnak (kozmikus uralkodónak) tekintik.

### Családja
Egyes Tunhuangban talált dokumentum szerint Szongcen Gampónak volt egy öccse, Canszong, akit elárultak és meghalt egy tűzbalesetben, valamikor 641 után. Úgy tűnik, hogy az egyik hiányosan fennmaradt tunhuangi tekercs szerint a szerencsétlenül járt fiúnak Szongcen Gampo húgával, Szathamakarral akadt nézeteltérése, amely miatt gNyal (Jarlungtól délkeletre az 5090 méter magas Jartö Tra-hágón túl, a mai Bhután és az indiai Arunacsal Prades szomszédságában) körzetben kényszerült letelepedni.
Szongcen Gampo anyja, a királynő, a cépong klánhoz tartozott, akik fontos szerepet játszottak Tibet egységesítésében. Többféle néven említik, de leginkább Driza Tökarma személyével azonosítják.
Szongcen Gampónak hat társalgóhölgye volt, akik közül négyet tartanak „helyinek” és kettőt „idegennek”. Közülük a legmagasabb rangú Pogong Mongza Tricsam (vagy egyszerűen Mongza, a „mong klán feleség”, akiről úgy tartják, hogy Gungszong Gungcen édesanyja volt.) volt. Két legismertebb felesége külhonból érkezett: a nepáli Bhrikuti hercegnő („a nagy hölgy, a nepáli feleség” - balmo bza khri cunma) és a kínai Vencseng hercegnő („kínai feleség” - rgya mobza). A tibeti hagyományok szerint ez utóbbi két felesége jelentős szerepet játszott a buddhizmus tibeti megalapításában, egyúttal megadva a tibeti buddhizmus sajátságos indo-nepáli és kínai jegyeit.
Szongcen Gampo örököse, Gungszong Gungcen, az apja előtt elhunyt, ezért csak a fia, Mangszong Mangcen örökölte meg a trónt. Az édesanyja valószínűleg Mangmodzse Trikar volt, akit megemlít az ősi tibeti évkönyv genealógiája is, amit a tunhuangi barlang rejtett könyvtárában találtak. Ebben szerepelnek a tibeti uralkodók és feleségeik nevei (klánjukkal együtt), akik későbbi uralkodókat hoztak a világra.
Bizonyos történetek szerint, amikor Gungszong Gungcen elérte a tizenhárom éves kort (nyugati számítások szerint tizenkettő), az apja, Szongcen Gampo visszavonult, így az ifjú férfi uralkodott öt éven át (lehetséges, hogy Szongcen Gampo ekkor dolgozta ki az új alkotmány szövegét). Gungszong Gungcen trónra kerülését követően feltehetően feleségül vette 'A-zha Mang-mo-rje hercegnőt, akivel közös gyermekük Mangszong Mangcen (650-676 körül) volt. Gungszong Gungcen 18 éves korában meghalt és ismét az apja vette át a hatalmat. Gungszong Gungcent állítólag a Csonggyaj megye területén, a királyi síroknál temették el, balra a nagyapja, Namri Szongtszen nyughelyétől. Ezen események dátuma nem tisztázott.
A tibeti hagyományok szerint Szongcen Gampo - apja 618-ban történt megmérgezése után - fiatalkorúként került a trónra, mint a Jarlung-dinasztia 33. királya.

### Kulturális tevékenységei
Szongcen Gampo elküldte miniszterét, Thonmi Szambhota-t Indiába, hogy írást készítsen a tibeti klasszikus nyelv számára. Ennek eredményeképpen jöttek létre az első tibeti irodalmi művek és fordítások, valamint az alkotmány. Szongcen Gampo az újonnan egyesített királyságának székhelyét áttette a Jarlung-völgyből Lhászába.
Úgy tartják, hogy Szongcen Gampo több új kulturális és technológiai újítást is behozott az országába. A Csiu Tang-su (Jiu Tangshu), azaz a Tang régi könyve, állítása szerint a tibetieknek a kínaiak segítségével sikerült visszaverni 648-ban az indiai hadsereg támadását. A kínai uralkodó, Tang Kao-cung, elkötelezett buddhista volt és címet adományozott Szongcen Gampo számára, amelyet különbözőképpen írnak: Pinvang (Binwang) („Vendégkirály”) vagy Cungvang (Zongwang) („Kelme hűbér király”). Ezen felül 3000 tekercs színes selymet, selyemhernyókat, mozsárágyúkat, borprést adományozott neki egy évvel később, valamint személyzetet a papír és tintakészítéshez.
A hagyományos beszámolók alapján Szongcen Gampo idejében sokat fejlődtek a kézművesmesterségek és a csillagászati rendszer is. Ekkor érkezett Tibet területére a dharma és az írás művészete is Indiából. Kincsek és egyéb anyagi értékek érkeztek a nepáliaktól és a mongoloktól. A törvényrendszert az északra lévő türk kaganátus alá tartozó ujguroktól vették át.

## A buddhizmus bevezetése
Hagyományosan Szongcen Gampónak tulajdonítják a buddhizmus bevezetését a tibeti emberek életébe. Sok buddhista templomot emeltetett, köztük a lhászai Dzsokhang templomegyüttest, és a Nedong megyei Tradruk templomot. Az ő uralkodása idején kezdték el lefordítani a szanszkrit nyelvű buddhista szövegeket tibetire.
Szongcen Gampót tartják a három dharma király (tibeti: csögyal) közül az egyiknek. A másik kettő Triszong Decen és Ralpacsen.

## Politikája
Szongcen Gampo ügyes diplomata és hadvezér volt egyben. Minisztere, Nyang Mangpodzse Sangnang, a Cshangcsungból érkező segítő csapatokkal kiegészülve legyőzte a Szumpa tibeti törzset Északkelet-Tibetben 627 körül (Ótibeti Évkönyv l. 2). A Csiu Tang-su (Jiu Tangshu) szerint Szongcen Gampo küldte az első tibeti követeket Kína területére 634-ben. A Tang-dinasztia krónikái szerint ez egy tiszteletet kifejező gesztus volt, azonban egyszerre érdekházassági felkérés is volt, amelyet a kínaiak visszautasítottak. Ezt követően a tibetiek hadjáratot indítottak a Tang-dinasztia szövetséges államai ellen 637-ben és 638-ban.
Nincs egyetértés annak tekintetében, hogy Közép-Tibet Szongcen Gampo idejében győzte-e le Csangcsungot, vagy Triszong Decen uralkodása alatt. A Csiu Tang-su (Jiu Tangshu) szerint egyértelműen Szongcen Gampo idején történtek ezek az események. Ezután szövetségre lépett a jangtungokkal a tujuhun törzs ellen, majd elfoglalt további két törzset, végül egy 200 000 fősre duzzadt hadsereggel fenyegette a szongcsoukat (a tibeti források szerint csak 100 000 fős). Ezután követet küldött ajándékokkal felszerelve a kínai császárnak, hogy bólintson rá a házassági ajánlatra. Miután az uralkodó ismét elutasította az ajánlatot, Szongcen Gampo megtámadta Szongcsout. A tang évkönyv szerint később visszavonult és elnézést kért, és a kínai császár végül mégis engedélyt adott a házasságra. . A történet tibeti verziójában a tibeti hadsereg sikeresen legyőzte a kínaiakat és a kínai császár kényszerűségből küldte el a menyasszonyt. Házasságkötésükre 640-ben került sor, amely egy időre megpecsételte a békét a két ország között.
A Csiu Tang-su (Jiu Tangshu) szerint Nipoluo nepáli király, halála után az egyik nagybátyja, Visnagupta szerezte meg a trónt. A trónszerzésben a tibetiek segítettek neki és 641-ben Tibet függősége alá került. Szongcen Gampo végül érdekházasságot kötött Bhrikuti hercegnővel, a Liccsavi király lányával.
Szongcen Gampo mindkét feleségét Tárának, az együttérzés istennőjének az újjászületésének tartják, aki Csenreszig női alakjának felel meg.

## Halála
Az Ótibeti Évkönyv szerint Szongcen Gampo 649-ben halt meg. A sírja a Jalung melletti Csongyas-völgyben van.

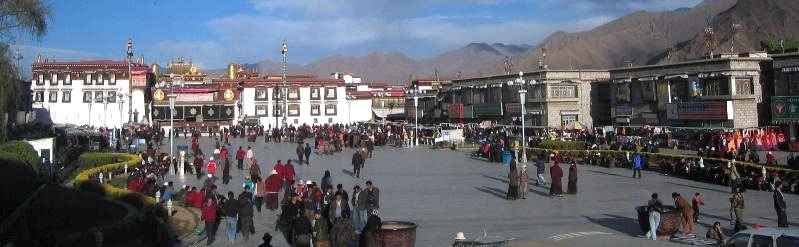
Dzsokhang mai formájában